# Суб'єктивні права
Суб'єкти́вні права́ — офіційно визнані можливості, якими володіє фізична чи юридична особа. Це також міра юридично можливої поведінки особи.
Суб'єктивні права завжди розуміються в конкретному значенні — право на життя, працю, освіту тощо. Вони виникають на основі об'єктивного права, але їх використання завжди залежить від особистого бажання і розсуду індивіда.
Суб'єктивне право є способом реалізації об'єктивного права шляхом його конкретизації.

## Види суб'єктивних прав

### Загальнотеоретична класифікація
У теорії держави і права подекуди виділяють три елементи змісту суб'єктивних прав:
1. право дії — індивід має право самостійно визначати позитивну лінію своєї поведінки.
2. право вимоги — індивід може вимагати певної позитивної поведінки від іншої особи.
3. право позову — індивід може звернутися по допомогу до держави, якщо його суб'єктивне право порушується, або якщо право не може бути реалізоване без державного втручання.

Наприклад, громадянин має право надати в оренду земельну ділянку (дія); вимагати сплати орендної плати (вимога); звернутися до суду по стягнення невиплаченої орендної плати (позов).
Розрізняють права позитивні і негативні.
Позитивні права передбачають кореспондуючий обов'язок інших (держави, громади, організації) здійснити певні позитивні дії, без яких здійснення такого права буде неможливим [право на освіту передбачає надання освітніх послуг носію права]. Негативні права, навпаки, передбачають абсолютне невтручання у сферу діяльності особи. Негативні права, які належать фізичним особам, називають, як правило, свободами [свобода зібрань — право на невтручання держави у відповідну поведінку людей].

### Конституційно-правова класифікація
У конституційному праві класифікують суб'єктивні права людини і громадянина за галузями:
1. громадянські (особисті) права [право на невтручання в особисте життя…];
2. політичні права [ активне і пасивне виборче право…];
3. соціальні права [право на відпочинок…];
4. економічні права [право на підприємницьку діяльність…];
5. екологічні права [право на безпечні умови життєдіяльності…];
6. культурні права [право на творчість…][5].

Конституційні суб'єктивні права зосереджено, в основному, в розділі ІІ Конституції України.

### Цивілістична класифікація
Цивільний кодекс України присвячує суб'єктивним правам учасників цивільних відносин дві книги — Другу і Третю. Добре простежується їх класифікація:
 І. Особисті немайнові права фізичної особи
 А. Особисті немайнові права, що забезпечують природне існування фізичної особи
 Б. Особисті немайнові права, що забезпечують соціальне буття фізичної особи
 ІІ. Речові права
 А. Право власності
 Б. Речові права на чуже майно.
Суб'єктивні права особи не є вичерпними.

## Захист суб'єктивних прав
крилатий лат. вислів
Захист права — це використання передбачених законом можливостей (інструментів) для поновлення свого порушеного, визнання невизнаного, чи присудження оспорюваного права. «Право на захист особа здійснює на свій розсуд».
Фізична особа має право на захист свого особистого немайнового права від протиправних посягань інших осіб. Захист особистого немайнового права здійснюється наступними способами:
1. визнання права;
2. визнання правочину недійсним;
3. припинення дії, яка порушує право;
4. відновлення становища, яке існувало до порушення;
5. примусове виконання обов'язку в натурі;
6. зміна правовідношення;
7. припинення правовідношення;
8. відшкодування збитків та інші способи відшкодування майнової шкоди;
9. відшкодування моральної (немайнової) шкоди;
10. визнання незаконними рішення, дій чи бездіяльності органу державної влади, органу влади Автономної Республіки Крим або органу місцевого самоврядування, їхніх посадових і службових осіб.

Суд може захистити цивільне право або інтерес іншим способом, що встановлений договором або законом.
Держава забезпечує рівний захист прав усіх суб'єктів права власності.
Власник, який має підстави передбачати можливість порушення свого права власності іншою особою, може звернутися до суду з вимогою про заборону вчинення нею дій, які можуть порушити його право, або з вимогою про вчинення певних дій для запобігання такому порушенню.
Власник, права якого порушені, має право на відшкодування завданої йому майнової та моральної шкоди.